# Мурталь
Бецирк Мурталь — округ Австрійської федеральної землі Штирія.

## Громади
Округ поділено на 20 громад:
Міста
1. Кніттельфельд
2. Цельтвег
3. Шпільберг
4. Юденбург

Ярмаркові містечка
1. Вайскірхен-ін-Штаєрмарк
2. Зеккау
3. Кобенц
4. Обдах
5. Пельс-Оберкурцгайм
6. Пельсталь
7. Унцмаркт-Фрауенбург

Сільські містечка
1. Гааль
2. Гогентауерн
3. Лобмінгталь
4. Пустервальд
5. Санкт-Георген-об-Юденбург
6. Санкт-Марайн-Файстріц
7. Санкт-Маргаретен-бай-Кніттельфельд
8. Санкт-Петер-об-Юденбург
9. Фонсдорф

## Населенні пункти (частково)
1. Амерінг
2. Апфельберг
3. Бретштайн
4. Вайскірхен-ін-Штаєрмарк
5. Гааль
6. Грослобмінг
7. Гогентауерн
8. Еппенштайн
9. Зеккау
10. Кінберг
11. Клайнлобмінг
12. Кніттельфельд
13. Кобенц
14. Марія-Бух
15. Медербругг
16. Обдах
17. Оберкурцгайм
18. Обервег
19. Оберцайрінг
20. Пельс
21. Пуштервальд
22. Рахау
23. Райфлінг
24. Райсштрасе
25. Санкт-Анна-ам-Лавантегг
26. Санкт-Георген-об-Юденбург
27. Санкт-Йоганн-ам-Тауерн
28. Санкт-Лоренцен-бай-Кніттельфельд
29. Санкт-Марайн-бай-Кніттельфельд
30. Санкт-Маргаретен-бай-Кніттельфельд
31. Санкт-Освальд
32. Санкт-Петер-об-Юденбург
33. Унцмаркт
34. Файстріц-бай-Кніттельфельд
35. Флачах
36. Фонсдорф
37. Фрауенбург
38. Цельтвег
39. Шпільберг
40. Юденбург